# Viviparoidea
Viviparoidea is een superfamilie van weekdieren uit de klasse van de Gastropoda (slakken).

## Families
- Pliopholygidae Taylor, 1966 †
- Viviparidae Gray, 1847